# Knœringue
Knœringue (även skrivet Knoeringue), tyska: Knöringen) är en kommun i departementet Haut-Rhin i regionen Grand Est (tidigare regionen Alsace) i nordöstra Frankrike. Kommunen ligger i kantonen Huningue som tillhör arrondissementet Mulhouse. År 2022 hade Knœringue 376 invånare.

## Befolkningsutveckling
Antalet invånare i kommunen Knœringue
| Referens: INSEE |